# インドネシアの国章
インドネシアの国章は「ガルーダ・パンチャシラ」（Garuda Pancasila）と呼ばれる。これは、胸に盾を抱え、足で巻物を持った金色の神鳥ガルーダである。盾（エスカッシャン）にある5つのエンブレムは、インドネシアの建国5原則であるパンチャシラを表す。
この紋章はカリマンタン島のポンティアナックのスルタンであったハーミド2世によりデザインされ、1950年2月1日にインドネシアの国章として制定された。

## 神鳥ガルーダとインドネシア

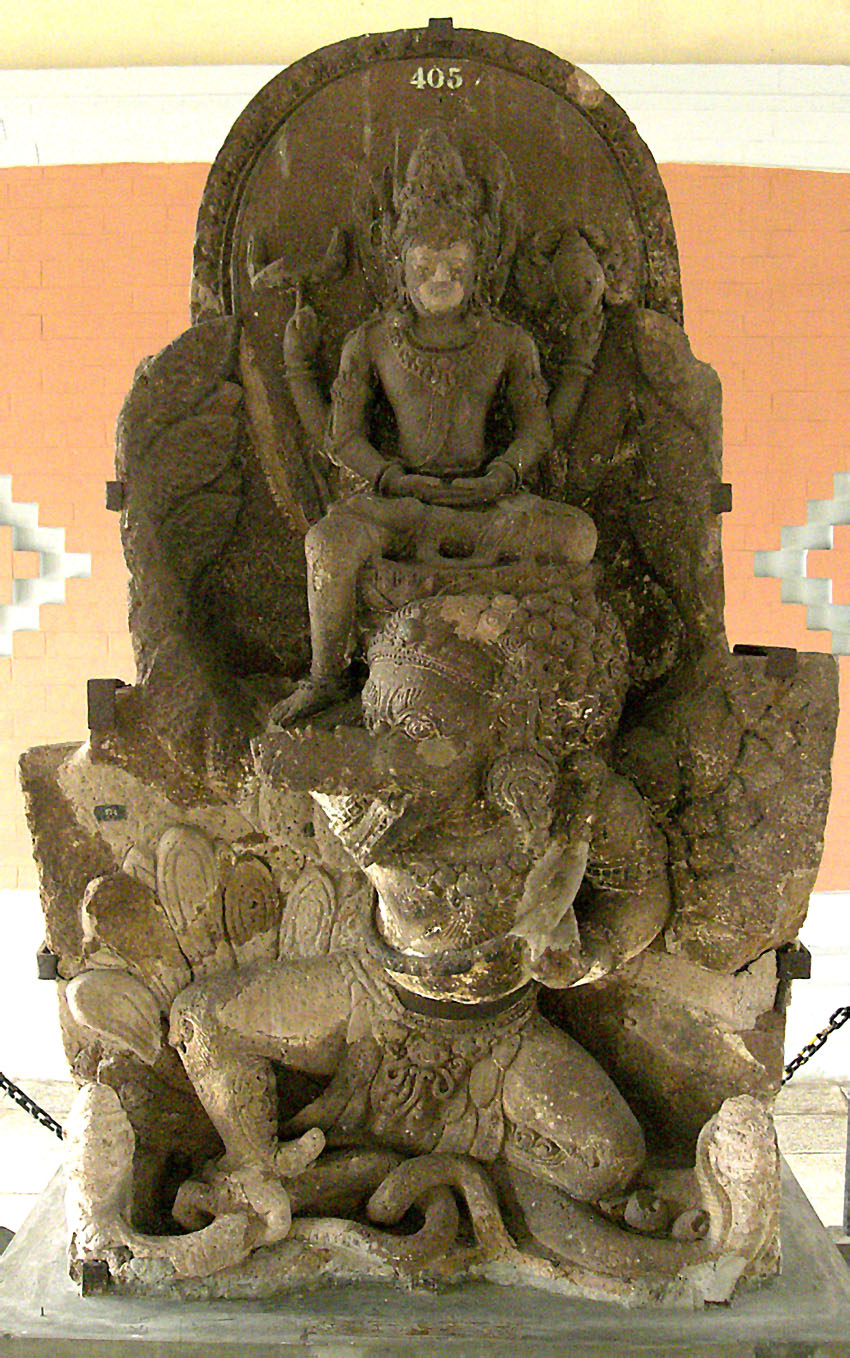
アイルランガ王の像。ガルーダに乗るヴィシュヌの姿をしている

インド神話の神鳥で、ヴィシュヌ神のヴァーハナ（神の乗り物）であるガルダ（インドネシア語ではガルーダ）の像は、古代インドネシアの多くの遺跡に見られる。ジャワ島中部のプランバナン寺院群をはじめ、ペナタラン、ベラハン、スクーなどの寺院遺跡にはガルーダの浮彫や彫像が残る。プランバナン寺院群にはヴィシュヌ神の寺院（チャンディ・ヴィシュヌ）のすぐ前にガルーダの寺院（チャンディ・ガルーダ）が建つ。また同じくプランバナンのシヴァ神の寺院（チャンディ・シヴァ）には、『ラーマーヤナ』の中から、魔王ラーヴァナの手からジャナカ王の娘シーターを救い出そうとするガルーダの一節を描いた浮彫が見られる。ジャワ島のベハラン遺跡から見つかったクディリ王国のアイルランガ王の像は、ガルーダに乗るヴィシュヌ神として神格化された王の姿をかたどっており、古代ジャワでもよく知られるガルーダ像になっている。
ガルーダはインドネシア、特にジャワ島やバリ島の伝説や説話の中にも何度も現れている。これらの中でガルーダは知識、力、勇気、忠誠、規律などの美徳を象徴している。ヴィシュヌ神の乗り物であるガルーダは、宇宙の秩序を守るというヴィシュヌ神の属性をも備える。バリ島の伝統では、ガルーダは「すべての空飛ぶ生き物たちの王」「鳥たちの威厳ある王」として崇拝され、その姿は、人間の体に、鷹の頭・くちばし・翼・爪を備えた神聖な生き物として描かれる。バリ島では、こうした姿のガルーダがヴィシュヌ神の乗り物となったり蛇神ナーガらと戦ったりする場面が、金色や原色を塗られた精巧な彫像として作られている。
インドネシア社会におけるイスラム教伝来前からのガルーダの重要さ、神聖さは、インドネシアのシンボルとして、また国のイデオロギーの象徴としてガルーダが崇拝されることにつながった。インドネシアの国営航空もガルーダ・インドネシア航空とガルーダの名を冠している。その他、東南アジア各地でガルダは崇拝されており、タイの国章にもガルダは使われている。
紋章の詳細は以下の通り。

## 紋章の詳細

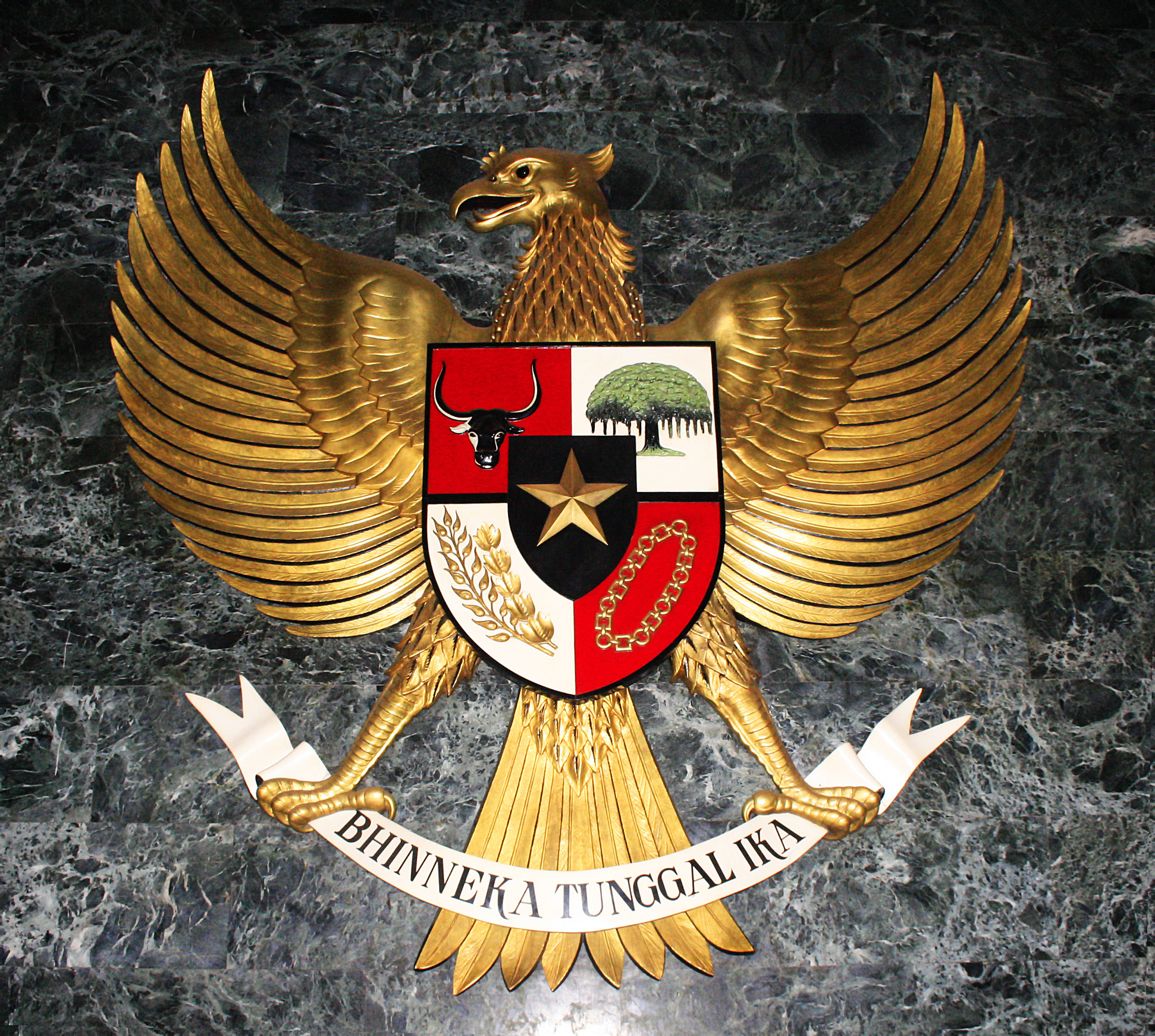
ジャカルタのモナスの中に飾られているガルーダ・パンチャシラ

### 国の標語
ガルーダが掴む巻物に書かれている文字はインドネシアの国の標語である。古いジャワ語の成句である「Bhinneka Tunggal lka」は、文字どおりには「ばらばらであるが、それでもなお一つ」を意味する。つまり「多様性の中の統一」と訳される。

### ガルーダ
ガルーダはヒンドゥー教と仏教の神話に共通して現れる金色の神鳥である。ガルーダは金の鷹の頭・くちばし・翼・脚と、人間の腕・胴体をもつ生き物であり、南アジアや東南アジアで広く親しまれエンブレムに使われる。またガルーダは、現在インドネシアを構成する島々に領域を広げていた、インドネシアの前身と解釈されている植民地化以前のヒンドゥー教国家を想起させる存在である。
しかし国章のガルーダは、ジャワの寺院遺跡やバリ島の彫像、あるいはタイの国章にあるような古典的な姿はしておらず、ジャワ島でも最も山深い森林に住む絶滅寸前の猛禽類ジャワクマタカの姿から影響を受けている。ガルーダ・パンチャシラの中に見られるジャワクマタカの特徴は、頭のとさか状の羽毛、あるいは栗色を帯びた金色という体色に見られる。こうしたことから、ジャワクマタカはインドネシアの国鳥ともされる。
国章の一部として、ガルーダは力強さと体力を象徴し、金色は偉大さと栄光を意味する。
ガルーダの羽毛の数にも意味がある。左右の翼には17枚の羽が描かれる。尾には8本の羽毛が、尾の付け根（盾の下）には19枚の羽が、首には45枚の羽があるが、これを並べると「17/8/1945」となり、インドネシアが独立を宣言した1945年8月17日を意味している。

### 盾
盾（エスカッシャン）は5つの部分に分かれている。中央には黒い小さな盾（インエスカッシャン）があり、その背後の大きな盾は十字線で4つに分けられ、インドネシアの国旗の色である赤と白に塗り分けられている。十字線のうち太い横線は、国土を横切る赤道を示す。

### 盾の中のエンブレム
盾の中の5つの部分には、それぞれスカルノが発表したパンチャシラの5つの原則を示すエンブレムが描かれている。
金色の星を描いた黒い盾はパンチャシラの最初の原則、「唯一神への信仰」を示す。黒は自然の色を表す。黄色い星は、イスラム教、ヒンドゥー教、仏教、キリスト教などインドネシアの主要宗教を示し、また社会主義をも示す。この最初の原則は、宗教をもつことの義務、一神教への義務を示唆することから常に論議の的になっている。
下右の赤い地に描かれているのは四角い輪と丸い輪で構成される円形の鎖である。この鎖は人間の世代間のつながりを示し、四角い輪は男性を、丸い輪は女性を意味する。この鎖はパンチャシラ第二の原則、「公正で文化的な人道主義」を示す。
上右の白い地に描かれているのは熱帯の樹ブリンギン（beringin、和名シダレガジュマル、学名Ficus benjamina）であり、パンチャシラ第三の原則、「インドネシアの統一」を示す。この樹は地上に出た気根が地面を覆い、その上に枝が地面に被さるように広がる特徴がある。インドネシアの独立運動を戦ったスカルノやナショナリストらは、多くの文化的根を持った人々が一つの国にまとまるという理想を持っていた。
上左には、赤い地にジャワ島の野牛・バンテン（banteng）の頭が描かれている。これはパンチャシラ第四の原則・「合議制と代議制における英知に導かれた民主主義」を表す。バンテンは社会的動物であり、決定は合議によりなされることを象徴する。バンテンはスカルノらナショナリストが象徴とした動物でもあり、現在ではスカルノの娘メガワティのインドネシア闘争民主党のシンボルにも引き継がれている。
下左には、白い地に金色の稲穂と白い綿花が描かれている。これはパンチャシラ第五の原則・「全インドネシア国民に対する社会的公正」を表す。コメと綿花は社会の持続と生計の象徴でもある。